# Čusovaja
Čusovaja (rus. Чусова́я), u gornjem toku Podnevna Čusovaja — rijeka na srednjem Uralu, lijevi pritok Kame.
Protječe po teritoriji Čeljabinske i Sverdlovske oblasti, te Permskog kraja Rusije. Rijeka je zanimljiva po tome što nastaje na istočnim obroncima Urala, u Aziji, presjeca ga i u osnovi protječe njegovim zapadnim padinama u europskom dijelu Rusije, dvostruko prelazi iz Sverdlovske oblasti u Permski kraj.
Ukrasi Čusovaje su brojne stijene (takozvani kameni), stojeći na mjestima gdje rijeka presjeca planinski lanac. Slikovitost obala Čusovaje, te prisutnost mnogobrojnih znamenitost čine ju popularnom turističkom atrakcijom Urala.

## Hidrografija
Duljina Čusovaje je 592 km. Površina porječja je 23.000 km², prosječni gradijent 0,4 m/km. Prosječna visina porječja 356 m.
Podnevna (Poldnevaya) Čusovaja potječe iz močvarnog područja na sjeveru Čeljabinske oblasti, prema nekim izvorima, od Velikog Čusovskog jezera, po drugima — iz jezera Surna, u blizini stanice Gornji Ufalej i teče prema sjeveru. Nakon 45 km rječica se spaja sa Zapadnom Čusovajom (ona započinje na Ufalejskom grebenu, nakon čega teče oko 150 km po istočnoj padini Urala). Ovdje širina riječnog korita varira od 10 do 13 m.
U gornjem toku Čusovaja ima mnogo pritoka, pri čemu su desne uglavnom veće i bogatije vodom. Dolina rijeke u gornjem toku je široka, s lagano nagnutim padinama. Između pritoke Revde, i sela Sloboda na obalama Čusovaje pojavljuju se na površini kristalni škriljevci, nastali interakcijom magmatskih i sedimentnih stijena.
U srednjem toku dolina se sužava, padine su često kanjonskog tipa (na tom dijelu rijeku često nazivaju Planinska Čusovaja), mjestimično se dolina neznatno proširuje, padine postaju položenije. Položivši svoju duboku dolinu između sedimentnih slojeva paleozoičkog Preduralskog graničnog predgorskog bazena, Čusovaja presjeca brojne hrbte niskog gorja, nadvila nad koritom rijeke okomitim liticama-borcima. Imajući sedimentno podrijetlo od vapnenca, rjeđe dolomita, anhidritni i škriljevčevi borci uzvisuju se iznad vodenog ruba do visine od 10 do 115 metara i imaju duljinu duž obale od 30 metara do pola kilometra. Vapnenačke stijene izložene vremenskom utjecaju, tako često poprimaju fantastične oblike, a također su obojene u prljavo‑smeđu boju s mrljama lišaja. Na ovom području su vrlo aktivni krški procesi koji su doveli do nastanka brojnih špilja, grotta, konvulzija, itd.
Tok rijeke ovdje ima izrazito planinski karakter, na rijeci, ima oko 70 brzica (lokalni naziv — perebory), najveći od njih — Kashkinski perebor, pad doseže 40 cm/km. Položene obale, zajedno s plićinama (lešćadi) izmjenjuju se sa strmim liticama-borcima. U korito upadaju velike gromade, ponekad stršeći iznad površine vode. Rijeka često vijuga, ogibajući planinske masive. Na području naselja Utkinske Slobode Čusovaja opisuje gotovo zatvorenu 5-kilometarsku petlju. Širina rijeke u srednjem toku je 120–140 m.
U donjem toku (nakon grada Čusovoja), nakon izlaska iz Uralskog gorja, rijeka je tipično ravničarskog karaktera. Brzina rijeke usporava, korito se širi mjestimično i do 300 m: Čusovaja teče sporim tempom, okružena poplavnim livadama, močvarama, bjelogoričnim i miješanim šumama, povremeno opisujući široke zavoje.
Ona utječe u Čusovski zaljev Kamskog umjetnog jezera nastalog prilikom izgradnje Kamske hidroelektrane na 693 km od ušća rijeke Kame, malo iznad grada Perma. Punjenjem umjetnog jezera dovelo je do plavljenja donjeg toka Čusovaje na udaljenosti do 125 km od ušća. Oznaka razina vode na uću Čusovaje (mjerna stanica uzvodno od Kamske HE) je — 108,5 m nadmorske visine.

## Pritoci
Na svojoj dužini Čusovaja preuzima više od 150 pritoka, najvažniji su (po redu utoka od izvora do ušća):
- Revda (lijevi)
- Veliki Šišim (desni)
- Suljom (desni)
- Meževa Utka (desni)
- Serebrjanaja (desni)
- Kojva (desni)
- Usva (desni)
- Lisva (lijevi)
- Silva (lijevi)

Do sredine 20. stoljeća, rijeka Silva je bila lijevi pritok Čusovaje. Nakon izgradnje brane Kamske HE i stvaranja Kamskog umjetnog jezera ušćem Silve se smatra Čusovski zaljev tog jezera i u skladu s podacima Državnog vodnog registra Silva više nije pritok Čusovaje.

## Flora i fauna
U gornjem toku obale Čusovaje uglavnom su zauzete močvarnim i livadskim prirodnim zajednicama, šume (većinom borove) pojavljuju se samo mjestimično. U srednjem toku obale rijeke su uglavnom pokrivene borealnim crnogoričnim šumama (glavne vrste drveća — smreke, sibirski bor, ariš, bor). U donjem toku šume se ponovno rjeđe javljaju, pri čemu se smjenjuju mješovite crnogorične i listopadne (glavne su vrste ovdje — jasika, breza, oskoruša, sremza, vrba).
Od riba mogu se naći u Čusovaji: pijori, grgeč, balavac, bodorka, štuka, jez, klen, deverika. U pritokama postoje tragovi dabra; u riječnom slivu uobičajen je bizamski štakor. U jesen na rijeci utočište pronalaze patke i guske, postoje i druge vodene ptice. Susreću se kolonije rakova.
Okolne šume naseljeni Čusovaja brojnih životinja, uključujući i losa, mrki medvjed, vuk, ris, lisica, zec, vjeverica, sibirska vjeverica. Često se susreće tetrijeb, jarebica.

## Vanjske poveznice
|  | Zajednički poslužitelj ima još gradiva o temi Čusovaja |